# 藤堂高嶷
藤堂 高嶷（とうどう たかさと/たかさど）は、伊勢国津藩の第9代藩主。元は久居藩の第7代藩主、久居陣屋の主。藤堂家宗家9代、久居藩藤堂家7代。

## 生涯
延享3年（1746年）生まれ。幼名は初次郎。本家の津藩では嗣子が絶えることが多く、久居藩主が津藩主に転任することも少なくなかったが、この人物もはじめは久居藩主であり、高敦と名乗っていた。宝暦12年（1762年）11月29日、久居藩主・藤堂高雅の死去により、家督を相続する。同年12月7日、将軍・徳川家治に御目見する。同年12月18日、従五位下・佐渡守に叙任する。しかし、明和7年（1770年）閏6月26日、本家を継いでいた弟の高悠が死去したため、高嶷と改名して本家を継いだ。久居藩主は弟の高朶が継いだ。同年9月1日、将軍徳川家治に御目見する。同年12月16日、従四位下に昇進する。安永元年（1772年）12月18日、侍従に任官する。寛政4年（1792年）12月16日、左少将に任官する。
久居から津への藩主の転任が度重なったことで、当時の津藩は藩政が不安定化し、財政も窮乏化していた。このため高嶷は財政再建を主とした藩政改革を行なうこととなる。借金棒引きを主とした金融政策、殖産興業政策、土地制度改革などがそれであった。ところが、土地制度改革では均田制を導入しようとしたが、多くの土地を所有していた地主たちが猛反対し、寛政8年（1796年）に安濃津地割騒動と呼ばれる3万人規模の領民一揆が発生して失敗した。金融政策においても借金を強権的に棒引きにしようとした上、寺社修復のために領民が積み立てていた「祠堂金」を藩財政再建に使おうとしたため、領民や寺社勢力が高嶷に対して「神仏の敵」と非難するほどであった。このため高嶷の藩政改革は失敗に終わった。

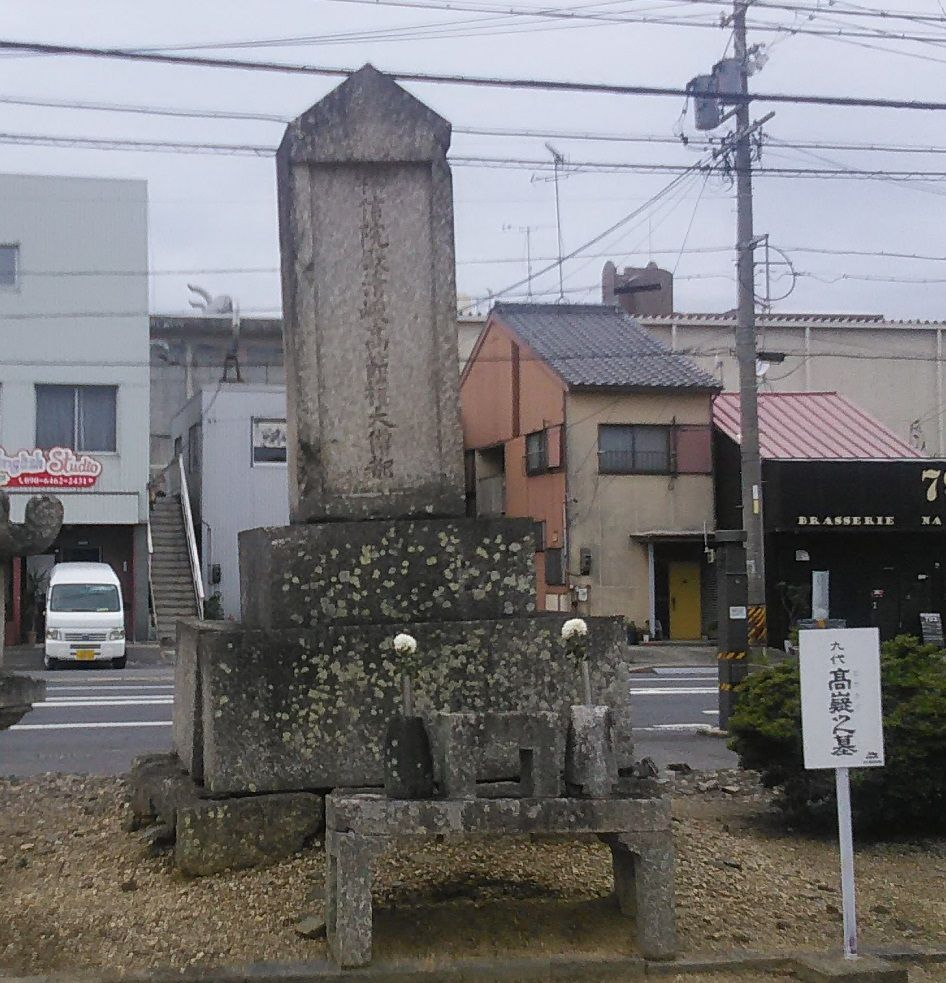
藤堂高嶷の墓(津市寒松院)

文化3年（1806年）8月26日、高嶷は死去した。長男の高崧は病気のために嫡子の地位を辞退しており、その子の高巽は早世していた。そのため、久居藩主であった次男の高兌が跡を継いだ。そしてこの高兌によって改革は推し進められていくことになった。

## 系譜
父母
- 藤堂高朗（実父）
- 中村氏 − 側室（実母）
- 藤堂高雅（養父）

正室
- 岩 - 中川久貞の娘

側室
- 智峯院 - 今津氏

子女
- 藤堂高崧（長男）
- 藤堂高兌（次男）生母は今津氏（側室）
- 藤堂高邁（五男）生母は今津氏（側室）
- 木下利徳（七男）
- 藤堂高秭（十男）
- 藤堂高允
- 藤堂高愨
- 藤堂高驤
- 菊松
- 甲
- 順 - 融相院、山内豊策正室
- 湧 - 藤堂長教正室
- 清水谷実揖室 - のち遠藤胤統継室
- 松平康乂正室
- 藤堂高茂室 - のち藤堂高謨室
- 一柳末周正室
- 大沢基栄室